# Bo'ston
Bo'ston es una localidad de Uzbekistán, en la república autónoma de Karakalpakia.
Se encuentra a una altitud de 99 m sobre el nivel del mar. 

## Demografía
Según estimación 2010 contaba con una población de 12 340 habitantes.